# Ernesto De Angeli
Ernesto De Angeli (Laveno, 29 gennaio 1849 – Milano, 17 gennaio 1907) è stato un imprenditore italiano.

## Biografia

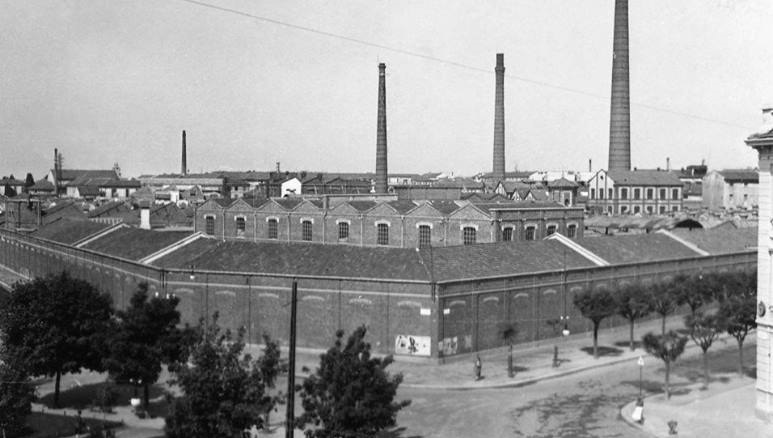
Scorcio dello stabilimento di Milano della De Angeli-Frua nel 1930, il cui accesso principale si trovava in piazza Ernesto De Angeli

Nacque da Ercole De Angeli e Maddalena Frascali.
Dopo le scuole elementari si iscrisse al liceo Beccaria di Milano. Fu costretto a sospendere gli studi per la morte del padre. Cominciò a lavorare nel Cotonificio Cantoni, e successivamente si diplomò in ragioneria.
Diventato in seguito direttore di uno stabilimento del Cotonificio Cantoni, nel 1872 fondò a Milano la Società Ernesto De Angeli e C, per la stampa dei tessuti in cotone.
In pochi anni la ditta divenne una delle maggiori aziende del settore. Nella conduzione della ditta, De Angeli fu affiancato dal cognato Giuseppe Frua. Nel 1878 lo stabilimento fu ampliato. Dopo lo stabilimento di Milano, la De Angeli-Frua acquisì anche una fabbrica ad Agliè.
Per le sue capacità sin dall'inizio Ernesto De Angeli ebbe l'appoggio, come soci, da parte di industriali come Cantoni, Crespi, Krumm, Ammann e di banche milanesi, come la Zaccaria Pisa; Giuseppe Pisa (m. 1905) e poi Giuseppe Sullam (m. 1927), rappresentarono a lungo la Zaccaria Pisa nel consiglio di amministrazione dell'impresa.
Già consigliere comunale a Laveno e a Milano, nel 1895 De Angeli fu nominato senatore. Nello stesso anno acquistò tre carature della società editrice del Corriere della Sera, diventando socio di Benigno Crespi (uno dei fratelli del grande industriale cotoniero Cristoforo Benigno Crespi), e di Giovanni Battista Pirelli.
Nel suo paese natale fu promotore di molte iniziative sociali.
Morì a Milano il 17 gennaio 1907. Dopo la sua scomparsa, la De Angeli-Frua continuò la crescita sotto la guida di Giuseppe Frua.